# Jiří Belda starší
Jiří Belda starší (19. listopadu 1932 Turnov – 23. srpna 2021) byl český šperkař a středoškolský pedagog. Byl dědicem a pokračovatelem rodinné šperkařské firmy BELDA a spol., s.r.o.

## Život a dílo
Beldův otec Ladislav Belda (1893-1959) absolvoval obchodní školu a pracoval jako bankovní úředník v Německu. Odtud odešel do Spojených států, kde se živil výrobou tradičních jabloneckých skleněných perel potažených perleťovým lakem. V pouhých 22 letech roku 1915 založil na Manhattanu firmu CzechoslovakBead Co., kde zavedl výrobu granátových a stříbrných šperků a začal s nimi obchodovat. Roku 1922 založil v Turnově jako pobočku své americké firmy šperkařskou manufakturu, která exportovala šperky do Severní i Jižní Ameriky a Skandinávie. Americká firma skončila během hospodářské krize a roku 1927 se Ladislav Belda definitivně přestěhoval do Turnova. Na Světové výstavě v Nice v roce 1931 získal za šperky zlatou medaili.
Jiří Belda se narodil 19. listopadu 1932 v Turnově a učil se v dílně u svého otce. Roku 1954 komunisté rodinnou firmu znárodnili a vybavení firmy zničili. Absolvoval Střední uměleckoprůmyslovou školu šperkařskou v Turnově a poté kvůli rodinnému původu odsloužil vojenskou službu u PTP. Po návratu z vojny pracoval v turnovském výrobním družstvu Granát jako zlatník a od roku 1965 učil na SUPŠ v Turnově. Roku 1992 spolu se svým synem Jiřím, který absolvoval Vysokou školu uměleckoprůmyslovou v Praze, obnovil rodinnou firmu BELDA a spol., s.r.o. Roku 1998 založili otec se synem firmu Belda Factory, zaměřenou na výrobu malých sérií autorských šperků. Věnuje se i restaurování historických předmětů a šperků. Část produkce rovněž tvoří výroba replik šperků z 19. století podle návrhů Alfonse Muchy. V tradici pokračuje i Beldova vnučka Viktorie Beldová (*1987).
Roku 1965 dostal šperkařský mistr Jiří Belda zakázku na zhotovení kopie Svatováclavské koruny pro Světovou výstavu 1967 v Montréalu. Od roku 1966 byl spolu se svým synem pověřen péčí o Svatováclavskou korunu a měl jako jediný oprávnění k manipulaci s korunovačními klenoty a mohl je podrobně zdokumentovat. Další repliku Svatováclavské koruny vyrobila rodinná firma Beldových pro Expo v Hannoveru v roce 2000.
Jako šperkař byl autorem ceny Zlatá přilba pro motocyklové závodníky a nejstarší sportovní trofeje - koruny pro Fotbalistu roku.

### Výstavy
- 2015 Belda – LEGACY OF BEAUTY / 100 let krásy, vášně, řemesla, touhy a tradice, Galerie hlavního města Prahy, Dům U kamenného zvonu